# Eine Hand wäscht die andere
Eine Hand wäscht die andere ist ein geflügeltes Wort. Es bedeutet, dass gegenseitige Unterstützung hilfreich ist, auch im halblegalen Sinne.

## Verwendungen

### Antike  Erwähnungen
Die älteste Erwähnung dieser Redewendung ist von dem griechischen Komödiendichter Epicharmos um 500 v. Chr. überliefert: Ἁ δὲ χεῖρ τὰν χεῖρα νίζει. Auch der Dichter Menander schrieb im 4. Jahrhundert v. Chr.: „Χεῖρ χεῖρα νίπτει“. Diese enthält schon die heutige Bedeutung der eine Missetäter nimmt den anderen in Schutz. In der Erweiterung hieß sie Χεὶρ χεῖρα νίπτει, δάκτυλοι δὲ δακτύλους. (Eine Hand wäscht die andere, die Finger waschen Finger.)
Die römischen Autoren Seneca (Apocolocyntosis) und Petronius (Satyricon) im ersten Jahrhundert nach Chr. übernahmen diese als „Manus manum lavat“ (erweitert Digitum lavat digitus et manum manus.) Diese beinhalteten nun den positiven Gedanken, dass gegenseitige Unterstützung nützlich ist. Im Apocolocyntosis heißt es „gib etwas und du bekommst etwas.“ (Wie bei Epicharmos: "δός τι καὶ λάβοις τί κα".)

### 18. und 19. Jahrhundert
In diesem Sinn verwendete sie auch Johann Wolfgang von Goethe in einem Gedicht „Wie du mir, so ich dir“:

„Mann mit zugeknöpften Taschen,
Dir tut niemand was zulieb:
Hand wird nur von Hand gewaschen;
Wenn du nehmen willst, so gib!“

Und Georg Wilhelm Friedrich Hegel schrieb um 1806: 

„Soviel er [= der Mensch] für sich sorgt, gerade soviel muß er sich auch hergeben für die Andern, und soviel er sich hergibt, soviel sorgt er für sich selbst; eine Hand wäscht die andere.“

### 20. und 21. Jahrhundert

Emblem der SED

Das Emblem der SED mit dem symbolischen Händedruck  wurde ironisch mitunter auch so gedeutet: 

„‚Eine Hand wäscht die andere‘ hat in den fünfziger Jahren in der DDR sehr praktische Bedeutung. Ohne gute Beziehungen oder adäquate Tauschware sind diverse Artikel, die es nur ‚unter dem Ladentisch‘ gibt, für den Normalbürger einfach nicht erhältlich.“

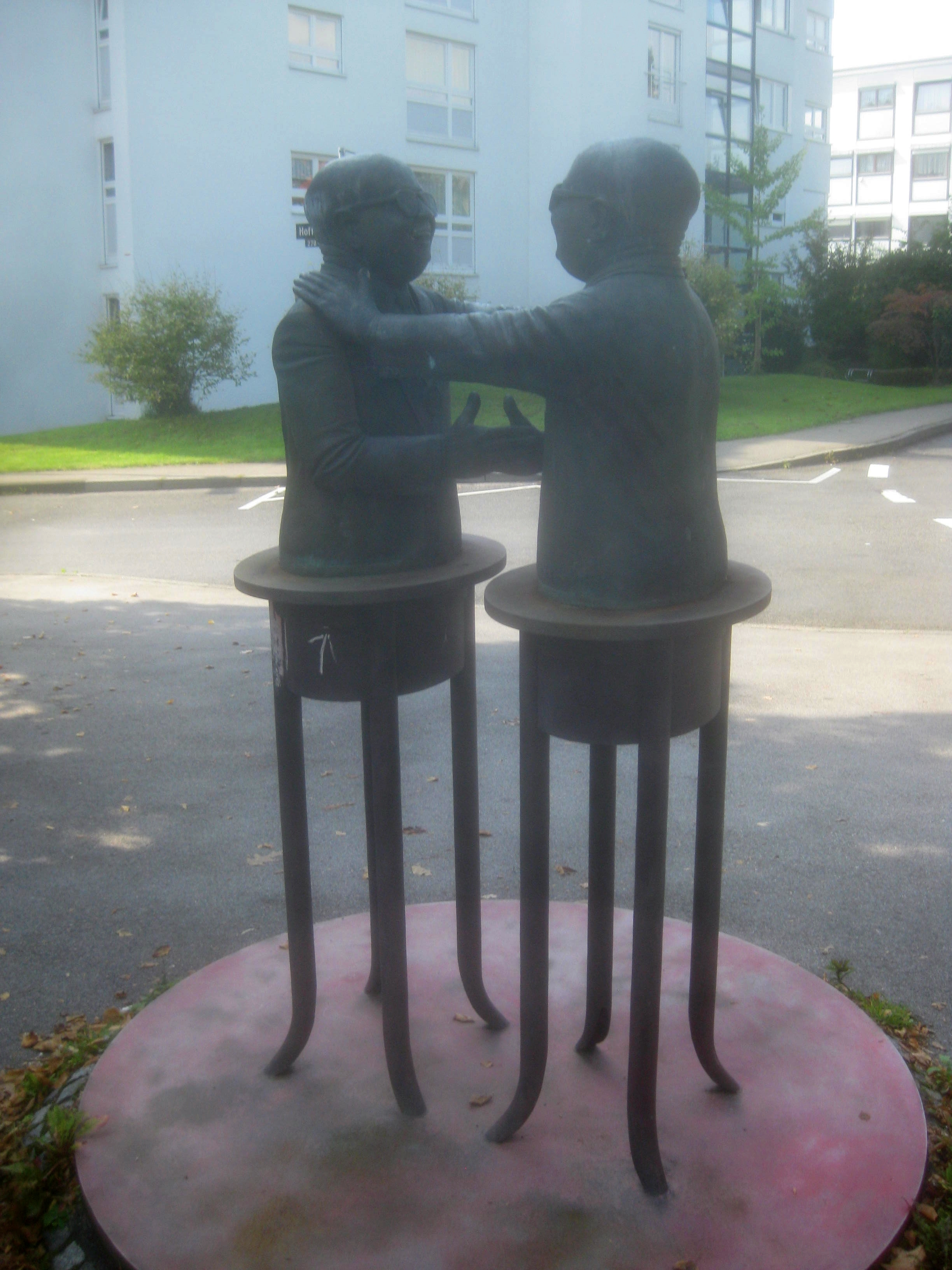
Skulptur von Guido Messer in Stuttgart: Manus manum lavat

In Köln kennt man im Zusammenhang mit dem „Kölsche Klüngel“ (Man kennt sich, und man hilft sich) noch eine andere, sehr freie Übertragung: „Die eine Hand darf nicht wissen, wen die andere wäscht“.
In einem gleichnamigen Lied von Saltatio Mortis wird die mit diesem Prinzip verbundene „Korruption und Kungelei“ kritisiert.